# Никола Гандев
Никола Нонев Гандев е български актьор.

## Биография
Роден е в Котел на 8 август 1880 г. Средното си образование завършва в Добрич, след което е учител. Дебютира като актьор през 1905 г. в „Съвременен театър“. От 1907 до 1911 г. играе на сцената на Народния театър. През 1911-1912 г. работи в Нов народен театър, а през 1913 г. в пътуващия театър „Барабанистите“. След Първата световна война последователно играе в Гюмюрджински общински театър, Русенски общински театър, Варненски общински театър, Бургаски общински театър. От 1936 до 1938 г. играе в Пловдивски областен театър. През 1928 г. ръководи Плевенски общински театър. Умира на 10 юни 1938 г. в София.

## Роли
Никола Гандев играе множество роли, по-значимите са:
- Първи гробар – „Хамлет“ на Уилям Шекспир
- Осип – „Ревизор“ на Николай Гогол
- Лука – „На дъното“ на Максим Горки
- Големанов – „Големанов“ на Ст. Л. Костов
- Исак – „Иванко“ на Васил Друмев
- Деспот Слав – „Борислав“ на Иван Вазов
- Станчо Квасников – „Службогонци“ на Иван Вазов
- Стойко – „Зидари“ на Петко Тодоров
- Терзей – „Едип Цар“ на Софокъл[1]